# Pero geraesa
Pero geraesa là một loài bướm đêm trong họ Geometridae.